# Primrose (Alaska)
Primrose is een plaats (census-designated place) in de Amerikaanse staat Alaska, en valt bestuurlijk gezien onder Kenai Peninsula Borough.

## Demografie
Bij de volkstelling in 2000 werd het aantal inwoners vastgesteld op 93.

## Geografie
Volgens het United States Census Bureau beslaat de plaats een oppervlakte van
99,4 km², waarvan 96,9 km² land en 2,5 km² water.

## Plaatsen in de nabije omgeving
De onderstaande figuur toont nabijgelegen plaatsen in een straal van 32 km rond Primrose.